# Jesulito
Jesús Antonio Solano Otero, meglio noto come Jesulito (Cadice, 21 novembre 1989), è un giocatore di calcio a 5 spagnolo.

## Palmarès
- Supercoppa italiana: 1

Luparense: 2017